# Wielimowo
Wielimowo (deutsch Wilmsdorf, vor 1908 Klein Wilmsdorf) ist ein Ort in der polnischen Woiwodschaft Ermland-Masuren. Er gehört zur Gmina Miłomłyn (Stadt-und-Land-Gemeinde Liebemühl) im Powiat Ostródzki (Kreis Osterode in Ostpreußen).

## Geographische Lage
Wielimowo liegt südlich des Flüsschens Corbehne (polnisch Korbania) am Südwestufer des Sturmsees (polnisch Jezioro Strumyk) im Westen der Woiwodschaft Ermland-Masuren. Bis zur Kreisstadt Ostróda (deutsch Osterode in Ostpreußen) sind es elf Kilometer in südöstlicher Richtung.

## Geschichte
Das einstige Sturmsee, noch vor 1785 Klein Willemsdorf bzw. Klein Wilmsdorf genannt, war lange Zeit ein vereinzelt liegender Hof.  Als Gutsbezirk kam Klein Wilmsdorf 1874 zum neu errichteten Amtsbezirk Bieberswalde (polnisch Liwa) im Kreis Osterode in Ostpreußen.
Wohl aufgrund einiger Ansiedlungen entstand aus dem einzelnen Hof Klein Wilmsdorf ein größerer Ort, der vor 1908 den Namen Wilmsdorf (ohne Zusatz) erhielt. Im Jahre 1910 waren in Wilmsdorf 46 Einwohner registriert. Ihre Zahl belief sich 1933 auf 88 und 1939 auf 71.
In Kriegsfolge fiel Wilmsdorf 1945 mit dem gesamten südlichen Ostpreußen an Polen. Das Dorf erhielt die polnische Namensform „Wielimowo“ und ist heute eine Ortschaft innerhalb der Stadt-und-Land-Gemeinde Miłomłyn (Liebemühl) im Powiat Ostródzki (Kreis Osterode in Ostpreußen), bis 1998 der Woiwodschaft Olsztyn, seither der Woiwodschaft Ermland-Masuren zugehörig.

## Kirche
Bis 1945 war (Klein) Wilmsdorf in die evangelische Pfarrkirche Liebemühl (polnisch Miłomłyn) in der Kirchenprovinz Ostpreußen der Kirche der Altpreußischen Union sowie in die römisch-katholische Kirche Osterode i. Ostpr. (polnisch Ostróda) eingepfarrt.
Heute gehört Wielimowo evangelischerseits zur Kirchengemeinde Ostróda in der Diözese Masuren der Evangelisch-Augsburgischen Kirche in Polen, katholischerseits zur Pfarrei Liwa im Bistum Elbląg (Elbing).

## Verkehr
Wielimowo liegt an einer Nebenstraße, die von Miłomłyn nach Liwa (Bieberswalde) führt. Sie wird in Wielimowo von einer von Kamieńczyk (Holstein) und Kukła (Althütte) kommenden und nach Zalewo (Sallewen) führenden Nebenstraße gekreuzt. Eine Bahnanbindung besteht nicht.